# Dun & Bradstreet
Dun & Bradstreet Holdings, Inc. és una empresa nord-americana que proporciona dades comercials, anàlisis i coneixements per a empreses. Amb seu a Jacksonville, Florida, l'empresa ofereix una àmplia gamma de productes i serveis per a l'anàlisi de riscos i financers, operacions i subministraments, i professionals de vendes i màrqueting, així com investigació i coneixements sobre qüestions empresarials mundials.
Manté com a clients a governs i empreses de sectors com les comunicacions, la tecnologia, els serveis financers estratègics i els mercats minoristes, de telecomunicacions i de fabricació. Sovint anomenada D&B, la base de dades de l'empresa conté més de 500 milions de registres comercials a tot el món.
El 1963 Dun & Bradstreet va inventar el sistema de numeració universal de dades de Dun & Bradstreet (número D&B DUNS ).

## 1800
Dun & Bradstreet inicia la seva història el 20 de juliol de 1841, amb la creació de The Mercantile Agency a la ciutat de Nova York, per part de Lewis Tappan. Reconeixent la necessitat d'un sistema d'informes de crèdit centralitzat, Tappan va constituir l'empresa per crear una xarxa de corresponsals que proporcionessin informació de crèdit fiable i objectiva als subscriptors.
El fet de participar com a membre en entitats defensores dels drets civils, va permetre a Lewis Tappan utilitzar els seus contactes entre els abolicionistes per ampliar i actualitzar la base de dades d'informació de crèdit de la seva nova empresa.
Després d'això fou acusat d'haver envaït la privadesa personal de totes aquestes persones. Tanmateix, malgrat tot, el 1844 The Mercantile Agency ja tenia més de 280 clients i va continuar expandint-se, obrint oficines a Boston, Filadèlfia i Baltimore. El 1849, Tappan es va retirar, permetent a Benjamin Douglass fer-se càrrec del negoci en auge.
El 1859 Douglass va transferir l'empresa a Robert Graham Dun, que immediatament va canviar el nom de l'empresa a RG Dun & Company. Durant els següents 40 anys, Graham Dun va continuar ampliant el negoci més enllà de les fronteres internacionals.

## 1900
El març de 1933 l'empresa RG Dun & Company es va fusionar amb el competidor John M. Bradstreet per formar l'actual Dun & Bradstreet.
La fusió va ser dissenyada pel CEO de RG Dun & Company, Arthur Whiteside. El successor d'en Whiteside, en J. Wilson Newman, va treballar per ampliar la gamma de productes i serveis de l'empresa, engrandint l'empresa de manera espectacular durant la dècada de 1960, aportant maneres d'aplicar les noves tecnologies a les operacions en evolució.
Moody's, una agència d'informes de crèdit, va ser adquirida per Dun & Bradstreet l'any 1962.
El sistema de numeració universal de dades de Dun & Bradstreet (número D&B DUNS) es va inventar el 1963.
Altres companyies adquirides per D&B durant aquest temps inclouen: RH Donnelley, Official Airline Guides, Thomas Y. Crowell Co., Funk &amp; Wagnalls, Technical Publishing i McCormack &amp; Dodge.
El 1986 Dun & Bradstreet va adquirir l'empresa de dades educatives Market Data Retrieval (MDR). Aquell any, Dun & Bradstreet va vendre Technical Publishing a Cahners Publishing .
El 1996, la companyia es va reestructurar, creant tres entitats: Dun & Bradstreet, Nielsen i la Cognizant Corporation . Cognizant Corporation incloïa Nielsen TV Ratings, Gartner Group, Clarke-O'Neill, Erisco i diverses altres entitats menys conegudes.
El 1999, Cognizant Corporation es va escindir de Nielsen TV Ratings i poc després va cedir totes les seves participacions, i va sorgir com a IMS Health.
IMS Health va continuar mantenint la seva empresa incubadora de premis que avui es coneix com a Cognizant Corporation.
L'1 de juliol de 1998, Dun & Bradstreet es va dividir en dues companyies, una va assumir el nom de Dun & Bradstreet, mentre que l'altra va adoptar el nom de RH Donnelley .

## Anys 2000
L'any 2000 Dun & Bradstreet es va separar de Moody's Corporation .
El 2001 Dun & Bradstreet va adquirir Harris InfoSource International, Inc., una empresa de dades.
El febrer de 2003 l'empresa va adquirir Hoover's, un servei d'informació comercial.
El 5 de febrer de 2003 Dun & Bradstreet va reformular els resultats del període anterior per corregir errors de cronometratge en el reconeixement d'alguns dels ingressos associats a 14 dels més de 200 productes de la companyia, després de revisar el seu reconeixement d'ingressos des del 1997 fins al 2002.
L'agost de 2010 Dun & Bradstreet es va escindir i va vendre el seu negoci de control i gestió de crèdit a una empresa de nova creació, Dun &amp; Bradstreet Credibility Corp. El 2007, Dun & Bradstreet van adquirir AllBusiness.com i van vendre l'empresa el 2012.
L'octubre de 2013 Bob Carrigan es va convertir en el CEO de Dun & Bradstreet.
El 5 de gener de 2015 Dun & Bradstreet va adquirir l'empresa de gestió de dades NetProspex. L'abril de 2015, Dun & Bradstreet va adquirir Dun & Bradstreet Credibility Corp. i va anunciar la formació d'una nova divisió, Dun & Bradstreet Emerging Business. El gener de 2017, Dun & Bradstreet va adquirir Avention, el fabricant de solucions OneSource.
El 8 d'agost de 2018 Dun & Bradstreet va anunciar el nomenament de Thomas J. Manning, que havia exercit com a conseller delegat interí de la companyia, com a nou conseller delegat, i que la companyia havia signat un acord definitiu per ser adquirida per un inversor. grup liderat per CC Capital, Cannae Holdings i Thomas H. Lee Partners.
El 8 de febrer de 2019 el grup inversor va completar l'adquisició de Dun & Bradstreet. El seu antic símbol, DNB, es va retirar.
L'1 de juliol de 2020 Dun & Bradstreet va tornar a cotitzar accions a la Borsa de Nova York, cotitzant una vegada més amb el símbol DNB.
El gener de 2021 Dun & Bradstreet va adquirir Bisnode Business Information Group AB ("Bisnode"), una empresa europea d'anàlisi i dades i membre de llarga durada de la Dun & Bradstreet Worldwide Network, per un valor empresarial de 7.2 billion (818 milions de dòlars EUA).
El 20 de maig de 2021 Dun & Bradstreet va anunciar la seva intenció de traslladar la seva seu mundial a Jacksonville, Florida.

## Operacions
L'empresa genera ingressos mitjançant productes basats en subscripcions, reportatges d'informació comercial, acords de llicència de dades, associacions estratègiques i serveis de consergeria.
L'empresa obté ingressos a través de dos segments: Amèrica i no Amèrica.
Amèrica consta de:
- Estats Units i Canadà[31]
- (La companyia va desinvertir les seves operacions a Llatinoamèrica el setembre de 2016)[32]

No Amèrica consisteix en:
- Europa
- El Regne Unit
- Irlanda
- Xina
- Hong Kong
- Taiwan
- Índia
- (Les operacions a Holanda i Bèlgica es van cedir el novembre de 2016)[32]
- (Les operacions d'Austràlia i Nova Zelanda es van cedir el juny de 2015 a Archer Capital per 169,8 milions de dòlars i van ser rebatejades com a ilion el 2018, i les operacions de cobrament de deutes van ser rebatejades formalment com a Milton Graham el 14 de juny de 2018)[32][33][34][35]

## Productes i serveis
Dun & Bradstreet ofereix diversos productes i serveis per resoldre crèdits, riscos, màrqueting, vendes, anàlisis i molt més, com ara D&amp;B Hoovers, Master Data, i D&B Data Exchange.